# Dynamite Kid
Thomas Billington (Golborne, 5 december 1958 - Wigan, 5 december 2018), beter bekend als Dynamite Kid, was een Engels professioneel worstelaar die vooral bekend was van zijn tijd bij World Wrestling Federation (WWF).

## British Bulldogs
Billington was samen met Davey Boy Smith lid van British Bulldogs. Ze wonnen samen als team paar tag team titels.

## In worstelen
- Finishers
  - Swan dive headbutt
  - Kneeling belly to belly piledriver
  - Superplex

- Signature moves
  - Front dropkick
  - Knee drop
  - Snap suplex
  - Vertical suplex

## Erelijst
- All Japan Pro Wrestling
  - AJPW All Asia Tag Team Championship (1 keer met Johnny Smith)

- Joint Promotions
  - British Welterweight Championship (1 keer)
  - British Lightweight Championship (1 keer)
  - European Welterweight Championship (1 keer)

- New Japan Pro Wrestling
  - WWF Junior Heavyweight Championship (1 keer)

- Pacific Northwest Wrestling
  - NWA Pacific Northwest Heavyweight Championship (1 keer)
  - NWA Pacific Northwest Tag Team Championship (1 keer met The Assassin)

- Stampede Wrestling
  - NWA International Tag Team Championship (4 keer; 1 keer met Sekigawa, 1 keer met Loch Ness Monster, 1 keer met Kasavudo en 1 keer met Duke Myers)
  - Stampede British Commonwealth Mid-Heavyweight Championship (5 keer)
  - Stampede International Tag Team Championship (2 keer met Davey Boy Smith)
  - Stampede North American Heavyweight Championship (1 keer)
  - Stampede World Mid-Heavyweight Championship (4 keer)
  - Stampede Wrestling Hall of Fame

- World Wrestling Federation
  - WWF Tag Team Championship (1 keer met Davey Boy Smith)

- Wrestling Observer Newsletter awards
  - 5 Star Match (1983) vs. Tiger Mask I op 23 april
  - Best Flying Wrestler (1984)
  - Best Technical Wrestler (1984) - met Masa Saito
  - Best Wrestling Maneuver (1984) Power clean dropkick
  - Match of the Year (1982) vs. Satoru Sayama op 5 augustus, Tokio, Japan
  - Most Underrated (1983)
  - Tag Team of The Year (1985) - met Davey Boy Smith
  - Wrestling Observer Newsletter Hall of Fame (Class of 1996)

## Overlijden
Billington stopte in 1996 met worstelen vanwege gezondheidsproblemen, die daarna langzaam toenamen. Hij overleed op zijn 60e verjaardag, op 5 december 2018.